# TEAC
TEAC Corporation (яп. ティアック) — транснаціональна компанія, виробник електронного устаткування, заснована в Японії в 1953 році, як Tokyo Television Acoustic Company. Пізніше перейменована в Tokyo Electro Acoustic Company. Штаб-квартира розташована в Токіо, Японія. Має представництва в США (TEAC America Inc), Великій Британії, Німеччині, Китаї та низці інших країн.
TEAC виробляє побутову та професійну аудіотехніку, периферійні пристрої, пристрої зберігання інформації.
Компанія має кілька підрозділів:
- TASCAM Pro Audio
- Esoteric
- TEAC Consumer Electronics
- Data Storage Products Division

Колишній підрозділ TEAC Aerospace Technologies, що виробляє електроніку для військової і аерокосмічної промисловості, повністю відокремився від компанії, проте продовжує використовувати її торгову марку.
Популярність фірма придбала в 70-х роках минулого століття, завдяки виробництву аудіоапаратури, переважно класу High-End і дисководів TEAC, які були заслужено популярними, як якісні та надійні пристрої.